# Kalaburovité
Kalaburovité (Muntingiaceae) je malá čeleď dvouděložných rostlin z řádu slézotvaré (Malvales). Jsou to dřeviny s jednoduchými střídavými listy a pravidelnými květy. Čeleď obsahuje pouze 3 druhy ve 3 rodech, rostoucí v tropické Americe. Plody kalabury jsou v tropické Americe místně konzumovány jako drobné ovoce.

## Popis

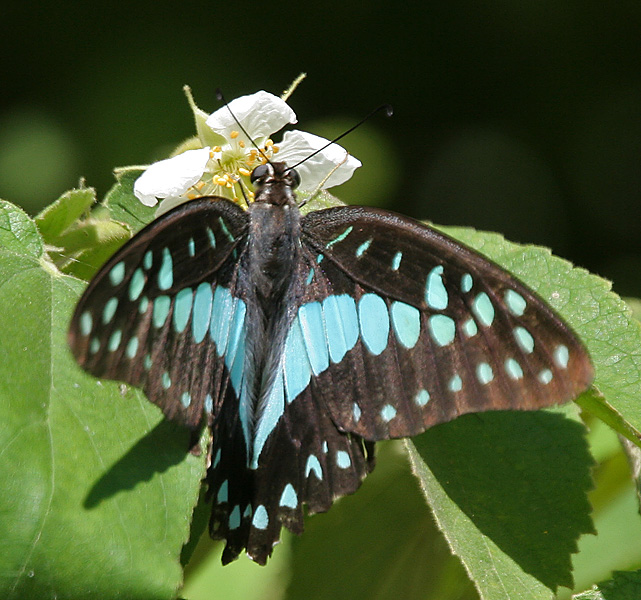
Otakárek Graphium doson na květech kalabury

Druhy z čeledi kalaburovité jsou keře a stromy s jednoduchými střídavými dvouřadě uspořádanými listy s palisty. Odění je složeno z jednoduchých, hvězdovitých anebo žlaznatých chlupů. Listy mají srdčitou bázi a na okraji jsou pilovité. Žilnatina je zpeřená.
Květy jsou pravidelné, povětšině 5-četné a oboupohlavné, jednotlivé nebo v několikakvětých úžlabních květenstvích. Kalich je srostlý v krátkou trubku, korunní lístky jsou volné, delší než kalich, bílé, růžové nebo žluté, v poupěti zmačkané. Tyčinek je mnoho, na tenkých nitkách. Semeník je svrchní, polospodní nebo spodní, srostlý z 5 až 7 plodolistů a se stejným počtem komůrek, někdy se v horní části semeníku komůrky spojují v jedinou. Čnělka je jediná, tlustá, s laločnatou až sbíhavou bliznou na vrcholu. Plod je bobule (u Neotessmannia uniflora nejsou plody známy), s mnoha semeny.

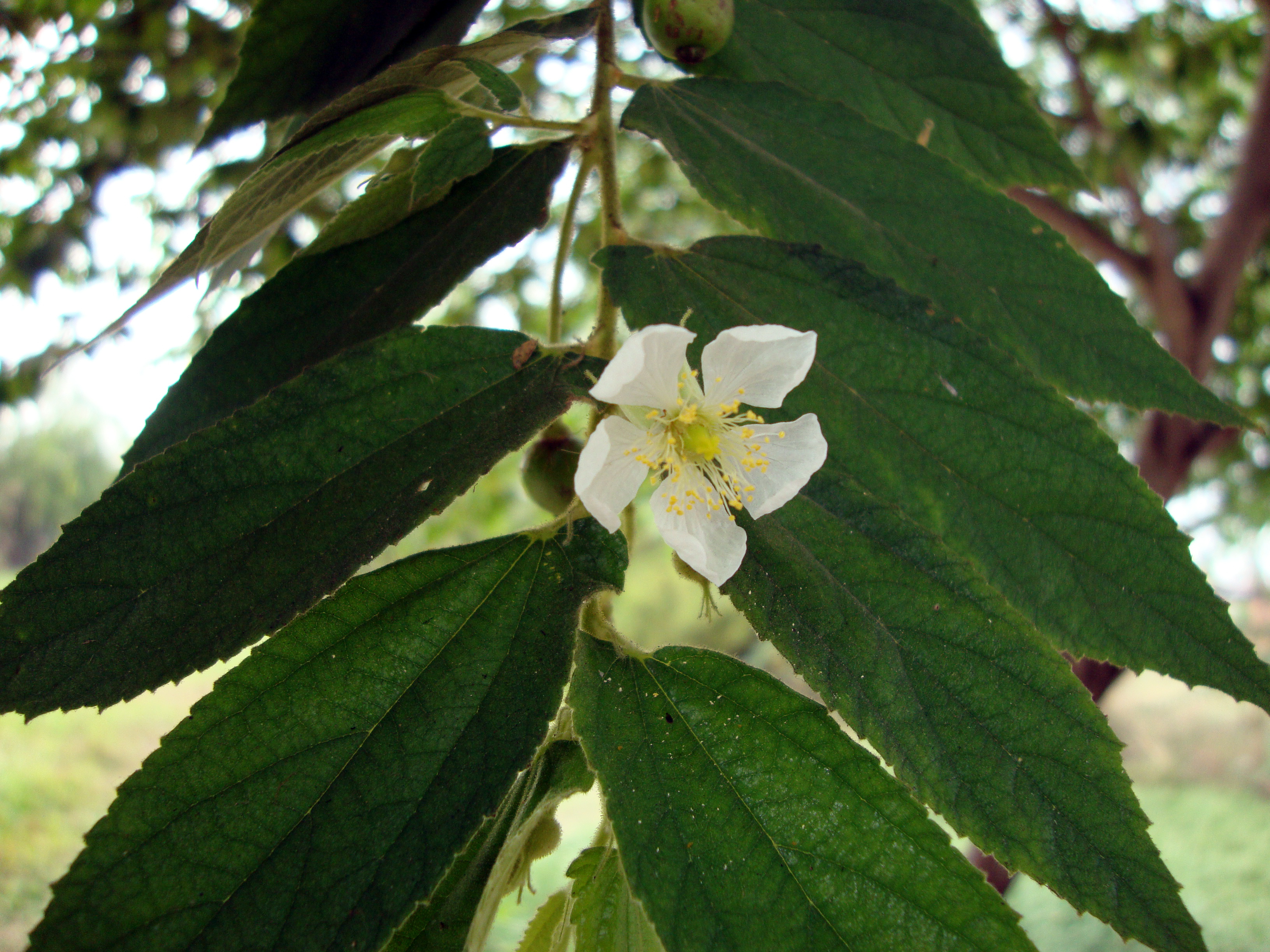
Kvetoucí větévka kalabury
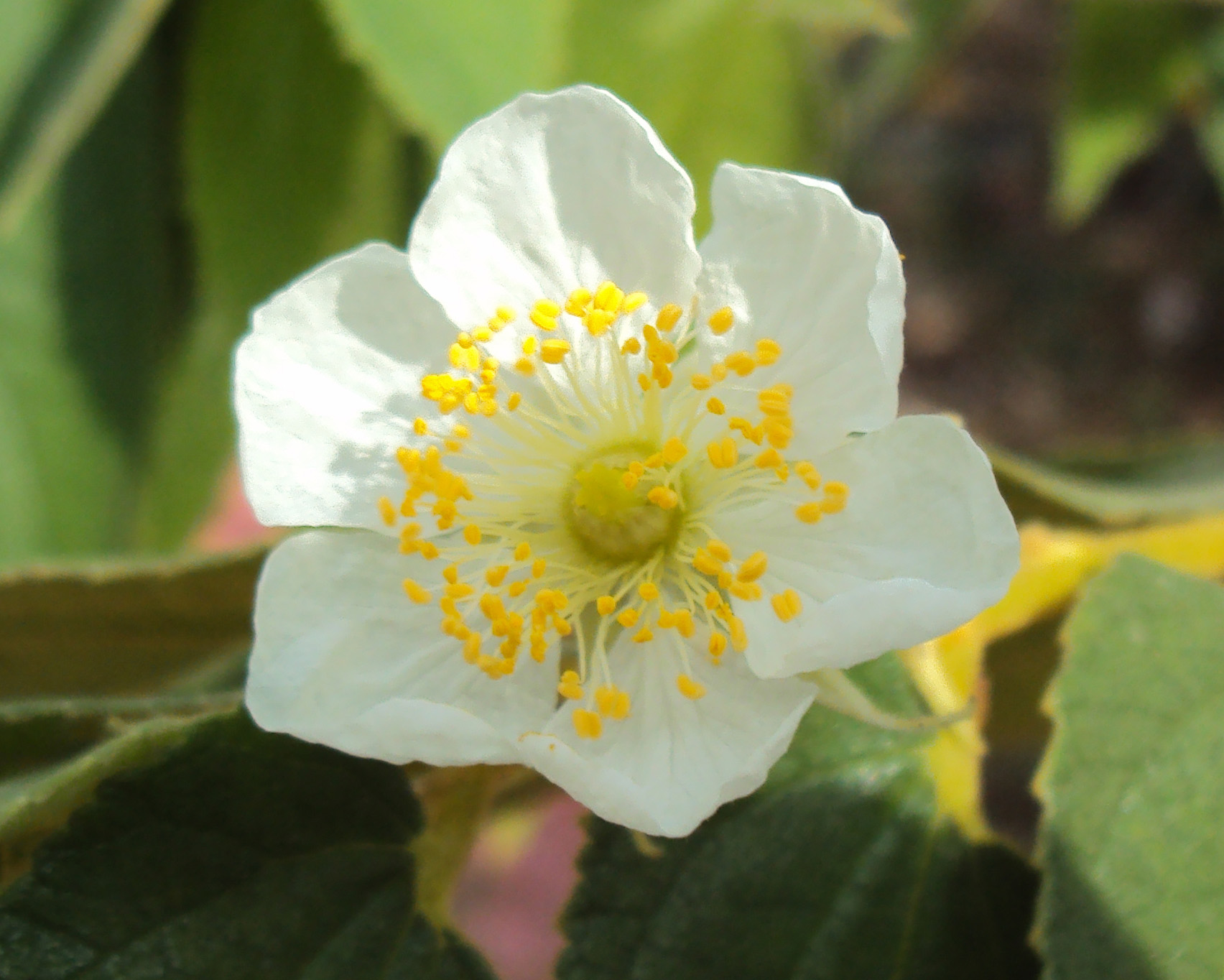
Detail květu kalabury
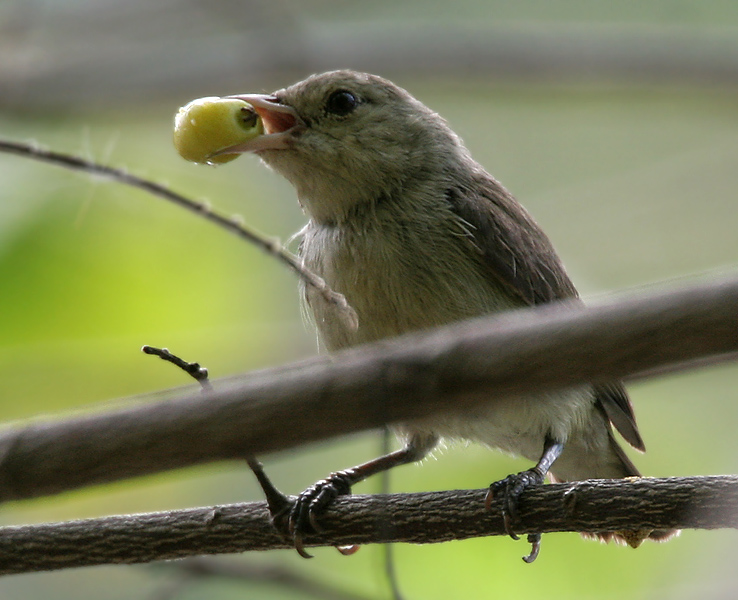
Květozob křivozobý (Dicaeum erythrorhynchos) s plodem kalabury

## Rozšíření
Čeleď zahrnuje pouze 3 druhy ve 3 monotypických rodech. Kalabura Muntingia calabura je široce rozšířena v tropické Americe a byla introdukována i do Asie. Dicraspidia donnell-smithii roste ve Střední Americe a v Kolumbii, Neotessmannia uniflora je známa z jediné lokality ve východním Peru a herbářový materiál ani popis není kompletní. Muntingia a Dicraspidia jsou dřeviny rostoucí často na narušených místech např. podél silnic.

## Ekologické interakce
Muntingia je opylována především včelami, květy však navštěvuje i jiný hmyz. Semena jsou šířena ptáky, netopýry, opicemi i veverkami.

## Taxonomie
V minulosti byl rod Muntingia řazen nejčastěji do čeledi Elaeocarpaceae, Flacourtiaceae nebo Tiliaceae. Podle kladogramů APG je nejblíže příbuznou skupinou překvapivě čeleď ozornovité (Cytinaceae), kterou tvoří nezelené byliny parazitující na dřevinách.

## Zástupci
- kalabura (Muntingia)[4]

## Význam
Plody Muntingia calabura jsou jedlé, mají však jen místní význam.

## Přehled rodů
Dicraspidia, Muntingia, Neotessmannia